# Gara Socola

Centrul Telecomunicații CF Socola, lângă gara Socola.

Gara Socola este o gară de cale ferată din Iași, unde funcționează o stație de triaj cu 25 linii de grupa B.

## Istoric
În perioada Primului Război Mondial, în Gara Socola a funcționat un centru tehnic al Armatei Ruse și un depozit de muniție. După începerea Revoluției bolșevice din 25 octombrie/7 noiembrie 1917, a sosit aici un comando bolșevic trimis de V.I. Lenin cu misiunea de a intensifica mișcarea revoluționară în Moldova. Comandoul bolșevic era format din circa 80 de persoane, sub conducerea lui Simion Grigorievici Roșal, unul dintre participanții la Puciul de la Petrograd. Sosiți la Iași, care era în acel moment locul unde se refugiaseră Guvernul și Marele Cartier General al Armatei Române, bolșevicii au preluat conducerea unității cantonate la Socola. Ei intenționau să-l asasineze pe Regele Ferdinand I, să aresteze Guvernul și să instaleze aici un regim bolșevic, condus de Cristian Racovski, Mihail Gheorghiu Bujor, Alecu Constantinescu, Ion Dic-Dicescu. 
Pentru aplanarea conflictului, în seara de 8/9 decembrie 1917, a avut loc o întâlnire în Casa Grigore Iamandi de pe Copou între grupul de emisari din Socola și generalul Dimitri Șcerbacev, comandantul armatelor ruse din România, în urma căreia garda ucraineană a generalului a procedat la arestarea comisarilor bolșevici, conduși de Simion Grigorievici Roșal.
Șcerbacev a cerut sprijinul Armatei Române pentru anihilarea comandamentului bolșevic de la Socola.
Prim-ministrul Ion I.C. Brătianu a convocat în aceeași noapte un consiliu de miniștri, în care s-a hotărt eliminarea centrului rebeliunii bolșevice de la Gara Socola. În ziua următoare, o unitate militară formată din ostași ucraineni, împreună cu trupe militare române, au înconjurat tabăra rusă de la Socola, arestându-i pe rebelii ruși care s-au predat fără a se opune prea mult. Soldații rebeli au fost dezarmați și expulzați peste Prut. 
Ca urmare a încheierii de către Ucraina a armistițiului de la Brest Litovsk (ianuarie/februarie 1918) și a semnării, la 20 februarie/5 martie 1918, de către guvernul generalului Alexandru Averescu a preliminariilor de pace la Buftea, misiunile militare străine aflate pe teritoriul României urmau să fie repatriate cât mai curând posibil. Ca urmare a acestei condiții, militarii ruși au părăsit la 24 februarie/9 martie 1918 Gara Socola.
În anul 1946 s-au construit actualele clădiri ale Gării Socola (stația de călători și magazia).
Gara Socola a fost modificată radical între anii 1965-1975, fiind înzestrată cu noi linii de transbordare, cocoașă de triere (1968) și multe grupe (A, B, C, D) de prelucrare a trenurilor de marfă. Toată activitatea de mărfuri din Gara Iași a fost redirecționată în iulie 1972 către Gara Socola, aici mutându-se în ianuarie 1976 magaziile, stațiile de containere și trancontainere și coletăria.
În prezent, Gara Socola este o gară în principal pentru trenurile de marfă, aici funcționând o stație de triaj cu 24 linii de grupa B. În clădirea gării se află un birou de Poliție Transporturi Feroviare. Ungheni..

## Imagini

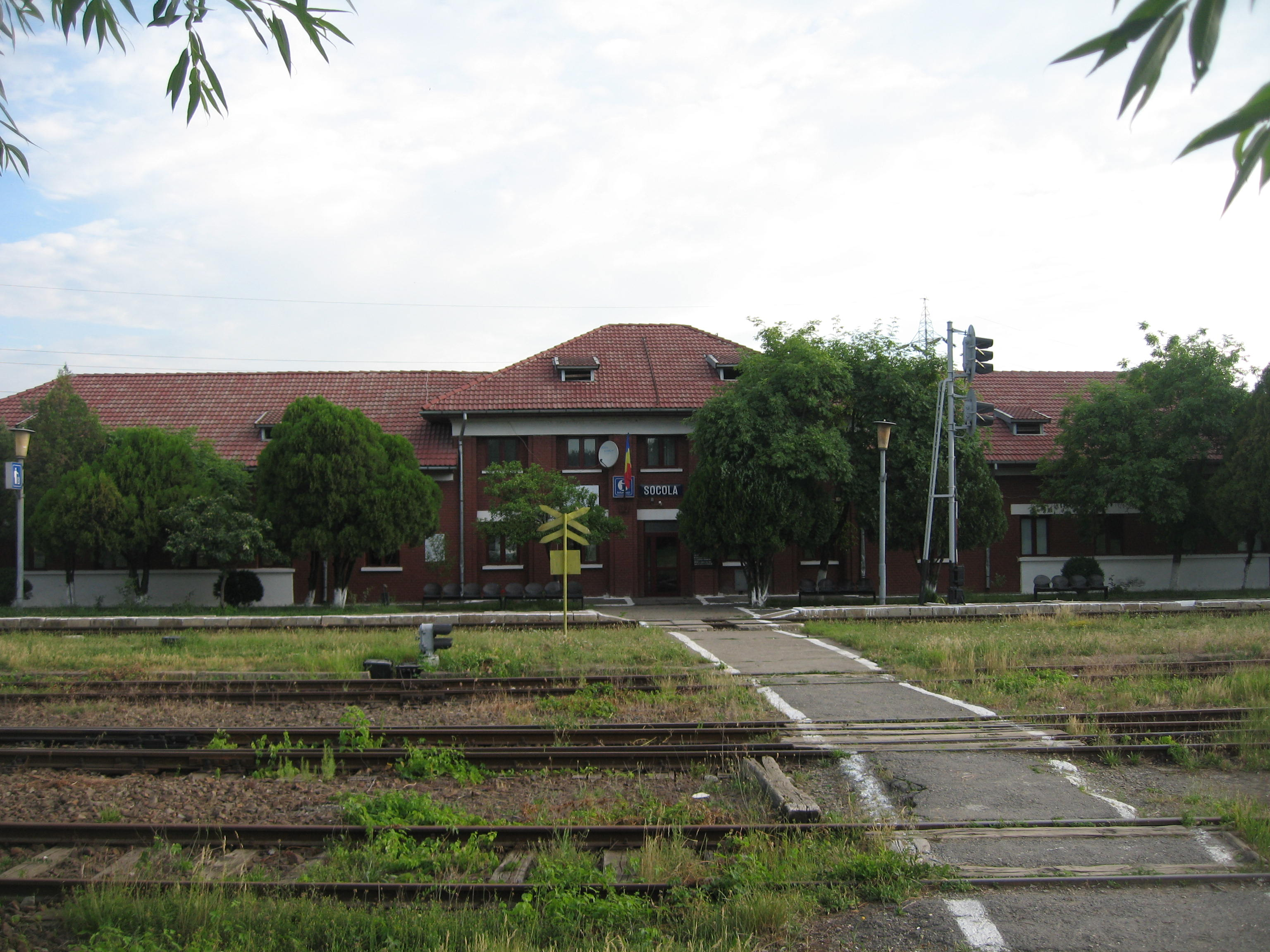
Gara Socola, privită din faţă
Gara Socola, privită din spate